# 秋里和国
秋里 和国（あきさと わくに、1960年9月22日 - ）は、日本の女性漫画家。神奈川県横浜市出身。一時期「秋里和国弐」の名義（読みは同じ）で執筆していた。

## 略歴
1982年、「背中に花をしょって」（『週刊少女コミック』15号）でデビュー。主に小学館で執筆。『月刊フラワーズ』（小学館）誌上において「都の昼寝物語」を連載中。
作中人物の中にゲイや「おかま」が多いのが特徴。代表的な例は、主人公がゲイである「TOMOI」シリーズ。
「マンハッタン症候群」（1983年『週刊少女コミック』第22号掲載、『花のO-ENステップ』第8巻収録。「眠れる森の美男」はこの作品のリメイク作である）では、1981年に症例報告されたエイズを早くから作中に取り上げている。

## 作品リスト
- 花のO-ENステップ（全8巻、文庫全4巻）
- デッド・エンド－秋里和国傑作集1－
- それでも地球は回ってる（全5巻、文庫全3巻）
- 眠れる森の美男
- TOMOI（全1巻、文庫全1巻）
- MADE in ニッポン（全4巻、文庫全2巻）
- 青のメソポタミア（全2巻、文庫全1巻）
- THE B.B.B.（全10巻、文庫全6巻）
- 空飛ぶペンギン（全10巻、文庫全5巻）
- 万物は原子よりなるということを
- おだまり －秋里和国傑作集2－
- ボン・クラージュ！乙女（全4巻）
- ハングリーマーメイド（全3巻、文庫全2巻）
- JAZZ TANGO（全1巻、文庫全1巻）
- 愛は地球を巣食うのだ
- ショッキングPINK-SKY（全9巻、文庫全5巻）
- ルネッサンス（全2巻、文庫全1巻）
- プチエゴイスト（全7巻）
- 鈴が音のさやさや（全2巻）
- スイート オアシス（全5巻）
- GEI-SYA -お座敷で逢えたら-（全4巻、2008/7/10-2009/9/10）
- 蛇蝎 -DAKATSU-（全5巻、2010/9/10-2013/10/10）
- 都の昼寝物語(全2巻、2014/9/10-2015/4/10)
- 地獄の沙汰も彼次第(全1巻、2016/6/10)
- 桃太郎日常茶飯事鬼退治(全3巻、2019/1/10-2024/9/10)

### オムニバス
- Platinum Boys（秋里和国、おおや和美、克本かさね、吉田秋生、渡辺多恵子の短編集）

## 関連資料
- 藤本由香里『少女まんが魂　現在を映す少女まんが完全ガイド&インタビュー集』白泉社、2000年12月、ISBN 4-592-73178-6
  - 少女マンガ評論家・藤本由香里によるインタビューを掲載